# Ceraticelus creolus
Ceraticelus creolus är en spindelart som beskrevs av Chamberlin 1925. Ceraticelus creolus ingår i släktet Ceraticelus och familjen täckvävarspindlar. Inga underarter finns listade i Catalogue of Life.